# سیارک ۲۱۴۵۴
سیارک ۲۱۴۵۴ (به انگلیسی: 21454 Chernoby، نامگذاری:1998HE40) بیست و یک هزار و چهارصد و پنجاه و چهارمین سیارک کشف شده‌است که در ۲۰ آوریل ۱۹۹۸ کشف شد.
قدر مطلق سیارک برابر ۳۰.۹ است.